# Espinagada
L'espinagada (nom degut als espinacs, un dels components bàsics) és una pasta salada tradicional del nord de Mallorca, molt popular a sa Pobla, Muro i Santa Margalida, i que es consumeix sobretot per la Revetla de Sant Antoni. Consisteix en una coca de forma rectangular que es plega, farcida de bledes, espinacs, julivert, ceba tendra, pèsols (en alguns casos) i all tallats petits i trempats amb oli i sal. Tradicionalment a sa Pobla es fan amb anguiles (l'autèntica seria la provinent de l'Albufera de Mallorca.) si bé també se'n fan amb gató, mussola...
També hi ha una versió d'espinagada de carn, que es fa principalment amb col i llom.